# Powelliphanta marchantii
Powelliphanta marchantii es una especie de molusco gasterópodo de la familia Rhytididae. 

## Distribución geográfica
Se encuentra en Nueva Zelanda